# دانبی، نورث یورکشر
دانبی (به انگلیسی: Danby) یک روستا و محله مدنی در بریتانیا است که در اسکاربرو، یورک‌شر شمالی واقع شده‌است. دانبی ۱٬۴۱۱ نفر جمعیت دارد.